# Nguyễn Tuấn Anh
Nguyễn Tuấn Anh (Thái Bình, 1995. május 16. –) vietnámi válogatott labdarúgó.

## Nemzeti válogatott
A vietnámi válogatottban 7 mérkőzést játszott.

## Statisztika
| Vietnámi válogatott | Vietnámi válogatott | Vietnámi válogatott |
| Időszak             | Mérk.               | gól                 |
| ------------------- | ------------------- | ------------------- |
| 2016                | 6                   | 1                   |
| 2017                | 1                   | 0                   |
| Összesen            | 7                   | 1                   |